# Simon and Garfunkel's Greatest Hits
《Simon and Garfunkel's Greatest Hits》은 듀오가 해체한 지 2년 후인 1972년 6월 14일에 발매된 사이먼 & 가펑클의 첫 번째 컴필레이션 음반이다.
이 음반은 현재 CD에 유산의 재생 목록 기치 아래 이용할 수 있다.

## 배경
이 음반은 오리지널 스튜디오 녹음과 이전에 공개되지 않은 네 개의 라이브 녹음의 혼합이었다. 이 음반의 미니멀리스트 포장재는 후자의 구체적인 연대는 알 수 없지만, 〈For Emily, Anywhere I May Find Her〉와 〈Kathy's Song〉의 라이브 버전도 2008년 음반인 《Live 1969》에 포함되었다. 《Live 1969》의 라이너 노트에 따르면 이 두 곡 모두 1969년 11월 미주리주 세인트루이스에서 열린 콘서트에서 녹음되었다고 한다. 그러나 《Collected Works》의 라이너 노트에 따르면, 〈Kathy's Song〉의 버전은 1968년 버몬트주 콘서트에서 가져온 것이다.
1975년 BBC 라디오 1 인터뷰에서 로이 할리는 이 버전의 〈The 59th Street Bridge Song〉이 1970년 카네기 홀에서 열린 사이먼 & 가펑클의 "그들이 1970년 해체하기 전 마지막으로 함께 했던 콘서트"에서 나온 것이라고 밝혔다. 라이브 버전의 〈Homeward Bound〉도 음반에 포함되었다.
나머지 10곡의 스튜디오 곡은 1965년부터 1972년 사이에 발매된 9곡의 싱글로 구성되어 있으며, 〈America〉는 《Bookends》 음반에 트랙으로 등장한 지 몇 년 만에 싱글로 발매되었고, 한 곡의 음반 트랙인 〈Bookends〉는 (모곡 〈Old Friends〉를 제외한)로 구성되어 있다.
〈Mrs. Robinson〉은 마이크 니컬스의 히트 영화 《졸업》에 힘입어 〈America〉, 〈El Cóndor Pasa (If I Could)〉, 〈Scarborough Fair/Canticle〉을 제외한 모든 싱글이 톱 10에 올랐다. 〈The Sound of Silence〉와 〈Bridge over Troubled Water〉 또한 그들의 스튜디오 버전에서 싱글로 1위를 차지했고 〈The Boxer〉는 7위로 정점을 찍었다.

## 반응
| 전문가 평가   | 전문가 평가 |
| 평가 점수     | 평가 점수   |
| 출처          | 점수        |
| ------------- | ----------- |
| AllMusic      | [ 1 ]       |
| Rolling Stone | (favorable) |

《Simon and Garfunkel's Greatest Hits》는 빌보드 200 차트에서 5위로 정점을 찍었다. 영국 음반 차트에서는 2위에 올랐다. 이 음반은 현재 미국에서만 1,400만 장이 팔려 인증 받을 정도로 오래가고 내구성이 있는 판매자로 입증됐다. 그것은 미국에서 쉽게 그들의 베스트셀러 음반이고 미국에서 듀오의 베스트셀러 음반을 기록을 보유하고 있다.
2003년, 이 음반은 《롤링 스톤》 잡지의 역사상 가장 위대한 음반 500장 중 293위에 올랐다.

## 곡 목록
모든 곡들은 특별한 언급이 없는 한 폴 사이먼에 의해 작사/작곡하였다.
| #  | 제목 | 작사·작곡 | 재생 시간 |
| -- | --- | --------- | --------- |
| 1. | 〈Mrs. Robinson〉 |           | 4:02      |
| 2. | 〈For Emily, Whenever I May Find Her (라이브)〉                                                                          |           | 2:25      |
| 3. | 〈The Boxer〉 |           | 5:10      |
| 4. | 〈The 59th Street Bridge Song (Feelin' Groovy) (〈The Sound of Silence〉의 스튜디오 버전으로 박수갈채를 받으며 라이브)〉 |           | 1:50      |
| 5. | 〈The Sound of Silence (일렉트릭 오버더빙이 있는 음향 버전)〉                                                            |           | 3:05      |
| 6. | 〈I Am a Rock〉 |           | 2:52      |
| 7. | 〈Scarborough Fair/Canticle〉                                                                                            | 민요      | 3:09      |

| #  | 제목                                                                                           | 작사·작곡                                                                 | 재생 시간 |
| -- | ---------------------------------------------------------------------------------------------- | ------------------------------------------------------------------------- | --------- |
| 1. | 〈Homeward Bound (〈Bridge over Troubled Water〉의 스튜디오 버전에 박수갈채를 받으며 라이브)〉 |                                                                           | 2:42      |
| 2. | 〈Bridge over Troubled Water〉                                                                 |                                                                           | 4:52      |
| 3. | 〈America〉                                                                                    |                                                                           | 3:33      |
| 4. | 〈Kathy's Song (라이브)〉                                                                      |                                                                           | 3:23      |
| 5. | 〈El Cóndor Pasa (If I Could)〉                                                                | 다니엘 알로미아 로블레스 (요르게 밀흐버그의 편곡과 폴 사이먼의 영어 가사) | 3:07      |
| 6. | 〈Bookends〉                                                                                   |                                                                           | 1:20      |
| 7. | 〈Cecilia〉                                                                                    |                                                                           | 2:53      |

## 인증
| 국가                                                                                         | 인증         | 판매량/출하량 |
| -------------------------------------------------------------------------------------------- | ------------ | ------------- |
| 벨기에 (BEA)                                                                                 | 골드         | 25,000*       |
| 캐나다 (뮤직 캐나다)                                                                         | 5× 플래티넘  | 500,000^      |
| 핀란드 (Musiikkituottajat)                                                                   | 골드         | 33,092        |
| 프랑스 (SNEP)                                                                                | 다이아몬드   | 1,000,000*    |
| 아일랜드                                                                                     | —            | 25,000        |
| 이탈리아 (FIMI)                                                                              | 골드         | 25,000*       |
| 일본                                                                                         | —            | 123,000       |
| 독일 (BVMI)                                                                                  | 2× 플래티넘  | 1,000,000^    |
| 그리스 (IFPI 그리스)                                                                         | 골드         | 50,000^       |
| 홍콩 (IFPI 홍콩)                                                                             | 플래티넘     | 20,000*       |
| 스위스 (IFPI 스위스)                                                                         | 4× 플래티넘  | 200,000^      |
| 영국 (BPI)                                                                                   | 3× 플래티넘  | 900,000       |
| 미국 (RIAA)                                                                                  | 14× 플래티넘 | 14,000,000^   |
| *판매량을 기반으로 한 인증 · ^출하량을 기반으로 한 인증 · 판매량+스트리밍을 기반으로 한 인증 |              |               |

## 같이 보기
- 미국에서 가장 많이 팔린 음반 목록